# 京都幼稚園
京都幼稚園（きょうとようちえん）は、京都府京都市東山区今熊野日吉町にある浄土真宗本願寺派（西本願寺派）の私立幼稚園。

## 概要
- 学校法人京都女子学園が運営し、京都女子大学の付設幼稚園であるため、内部進学制度があり、大半の園児が京都女子大学附属小学校へ進学する。

## 歴史
- 1917年 - 京都幼稚園設置
- 1974年 - 幼稚園舎を上馬町付近より、現在の京都女子大学Ｕ校舎（幼児教育棟）所在地に移す。
- 2011年 - 幼稚園舎を日吉町の現在の場所に移す。

## 併設校
- 京都女子大学
- 京都女子中学校・高等学校
- 京都女子大学附属小学校

## 周辺情報
- 智積院
- 京都市立今熊野小学校

## 交通アクセス
- 京阪本線七条駅から東へ徒歩15分
- 京阪本線七条駅から5分、プリンセスラインバス「京都女子大学前」で下車。
- JR／近鉄京都線京都駅烏丸中央改札口前バスターミナルから、市バス206、208または100で約10分、「東山七条」で下車し東へ徒歩5分。
- JR／近鉄京都駅八条口から10分、プリンセスラインバス「京都女子大学前」で下車。女坂まで運行する唯一のバス
- 阪急電鉄京都本線京都河原町駅から、1番出口から京阪本線祇園四条駅へ、京阪本線七条駅で下車し東へ徒歩15分
- 阪急電鉄京都本線京都河原町駅6番出口から市バス207で約15分、「東山七条」で下車し東へ徒歩5分
- 阪急電鉄京都本線京都河原町駅2番出口から河原町通を南へ約80m、プリンセスラインバス「四条河原町」より約15分、「京都女子大学前」で下車。